# Аполітичність
Аполіти́чність (аполітизм) — ухилення від участі у політичному житті, байдуже ставлення до питань політики. Виявляється в небажанні брати участь у політичних кампаніях, читати газети, дивитися телепередачі на політичні теми.
Аполітичність, як і будь-яка політична орієнтація, є реакцією на конкретно-історичну ситуацію.
На аполітичну або політично активну позицію соціальних груп  та індивідів великий вплив мають технології політичного впливу або політичні маніпуляції.